# Міждуозерне
Міждуозе́рне (каз. Междуозерное) — село у складі Айиртауського району Північноказахстанської області Казахстану. Входить до складу Єлецького сільського округу.
Населення — 40 осіб (2021; 52 у 2009, 131 у 1999, 174 у 1989).
Національний склад станом на 1989 рік:
- росіяни — 100 %.